# آیفون ۴
آی‌فون ۴ (به انگلیسی: iPhone 4) نسل چهارم از تلفن‌های هوشمند برند آیفون است که بعد از آیفون ۳جی‌اس توسط شرکت اپل ساخته شده و در تاریخ ۷ ژوئن ۲۰۱۰ توسط استیو جابز مدیرعامل این شرکت در جریان کنفرانس جهانی توسعه‌دهندگان اپل در سال ۲۰۱۰ رونمایی شد و در تاریخ ۲۴ ژوئن ۲۰۱۰ به‌صورت جهانی در نمایندگی‌های کمپانی اپل (اپل استور) در کشورهای ایالات متحده، انگلستان، کانادا، آلمان، ژاپن و… به‌طور همزمان وارد فروش شد. آیفون ۴ در مقایسه با گوشی‌های آیفون قبلی سبک‌تر و کوچک‌تر است و مسئولان شرکت اپل اعلام کرده‌اند که بدنهٔ فلزی این گوشی‌ها در عمل با ایفای نقش آنتن، امکان آنتن‌دهی بهتری در مقایسه با آیفون‌های قدیمی‌تر فراهم می‌کند. آیفون ۴ در هفتهٔ نخست ۱٫۷ میلیون دستگاه فروخت. آیفون ۴ ابتدا فقط در یک مدل ساخته شد و در سال بعدی، نسخهٔ ۴اِس جانشین آن شد. این گوشی به دومین گوشی‌های پرفروش جهان تبدیل شد.

## ویژگی‌ها

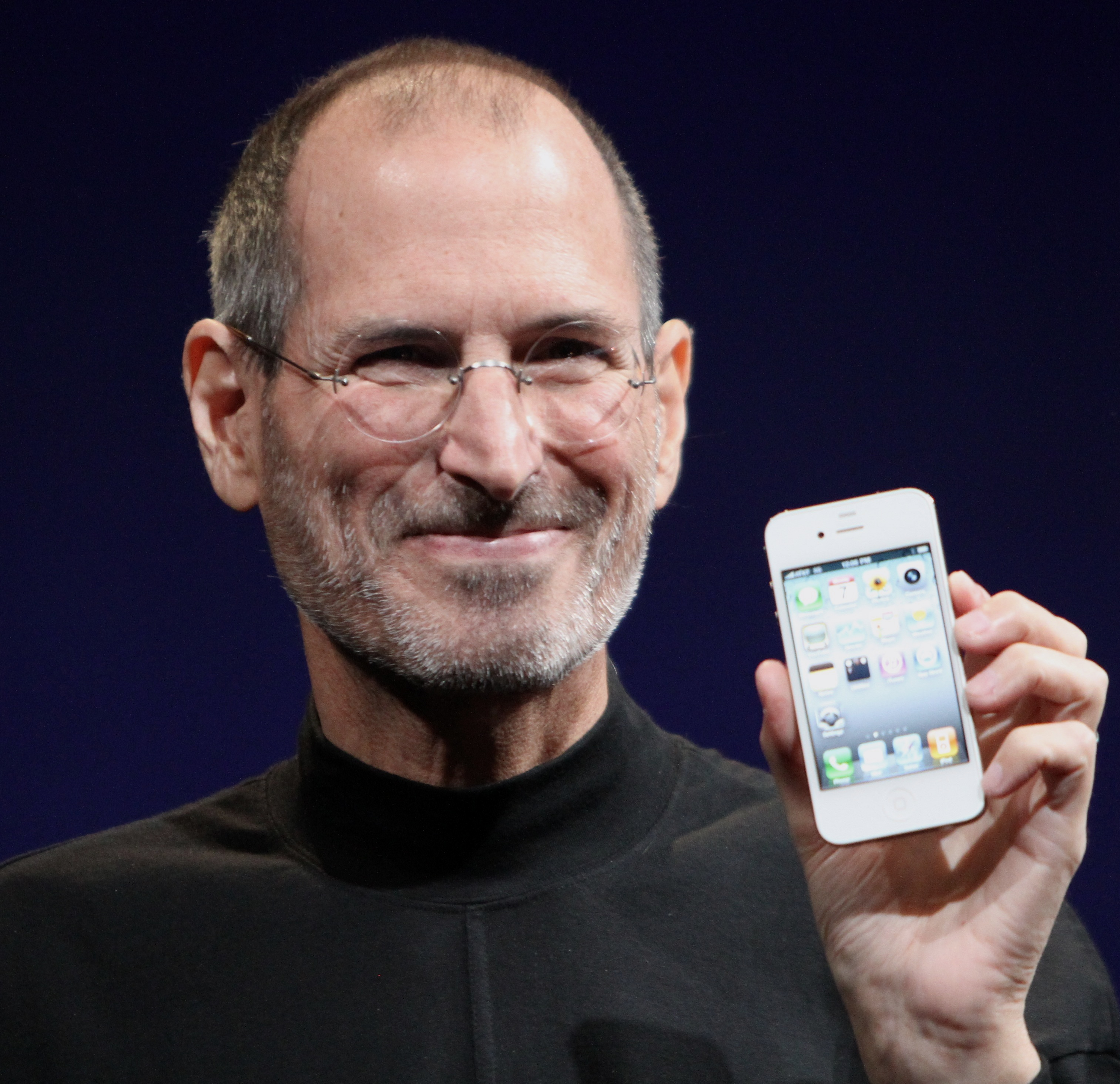
جابز در حال معرفی آیفون 4

آیفون ۴ نسبت به سری قبلی باریک‌تر است، قطر سری جدید ۹.۳ میلی‌متر است که نسبت به سری قبل ۳ میلی‌متر باریک‌تر ساخته شده‌است. پشت و رو از پوشش چربی‌گریز(oleophobic) که ضدّ خش و اثر انگشت است و پنجاه بار از شیشه مستحکم‌تر است و در ساخت شیشهٔ بالگرد و قطارهای پر سرعت کابرد دارد پوشش داده شده‌است. آیفون ۴ دارای یک ساختمان استیل آلومینیومی ۳ تکه است که به دور حاشیهٔ آن کشیده شده و بخشی در نقش آنتن جی‌اس‌ام و بخش دیگرَ در نقش آنتن بلوتوث و وایرلس و جی‌پی‌اس است. این ساختار باعث استحکام بالای آیفون ۴ شده‌است به‌طوری‌که آن را از دیگر رقبای خود متمایز می‌کند. آیفون ۴ دارای تراشه اِی۴ (A4) با سرعت ۱ گیگاهرتز و حافظه دسترسی تصادفی (رَم) ۵۱۲ مگابایت است. که با این امکانات قادر به پخش و ویرایش فایل‌های تصویری با کیفیت اچ‌دی، قابلیت مولتی‌تسک و پردازش قدرتمند به‌طوری‌که قابل مقایسه با دیگر گوشی‌های همردهٔ خود نیست را پیدا کرده‌است. این محصول همچنین مجهز به دوربین ۵ مگاپیکسل دارای فوکوس خودکار و فلش ال‌ای‌دی و صفحه نمایش ۳٫۵ اینچ مورب، ال‌ای‌دی پس‌زمینه‌ای لمسی، با ۹۶۰×۶۴۰ پیکسل در ۳۲۶ نقطه در اینچ، ۱۶ میلیون رنگ و کانترست ۸۰۰:۱ و حداکثر روشنایی cd/m2 500 است.

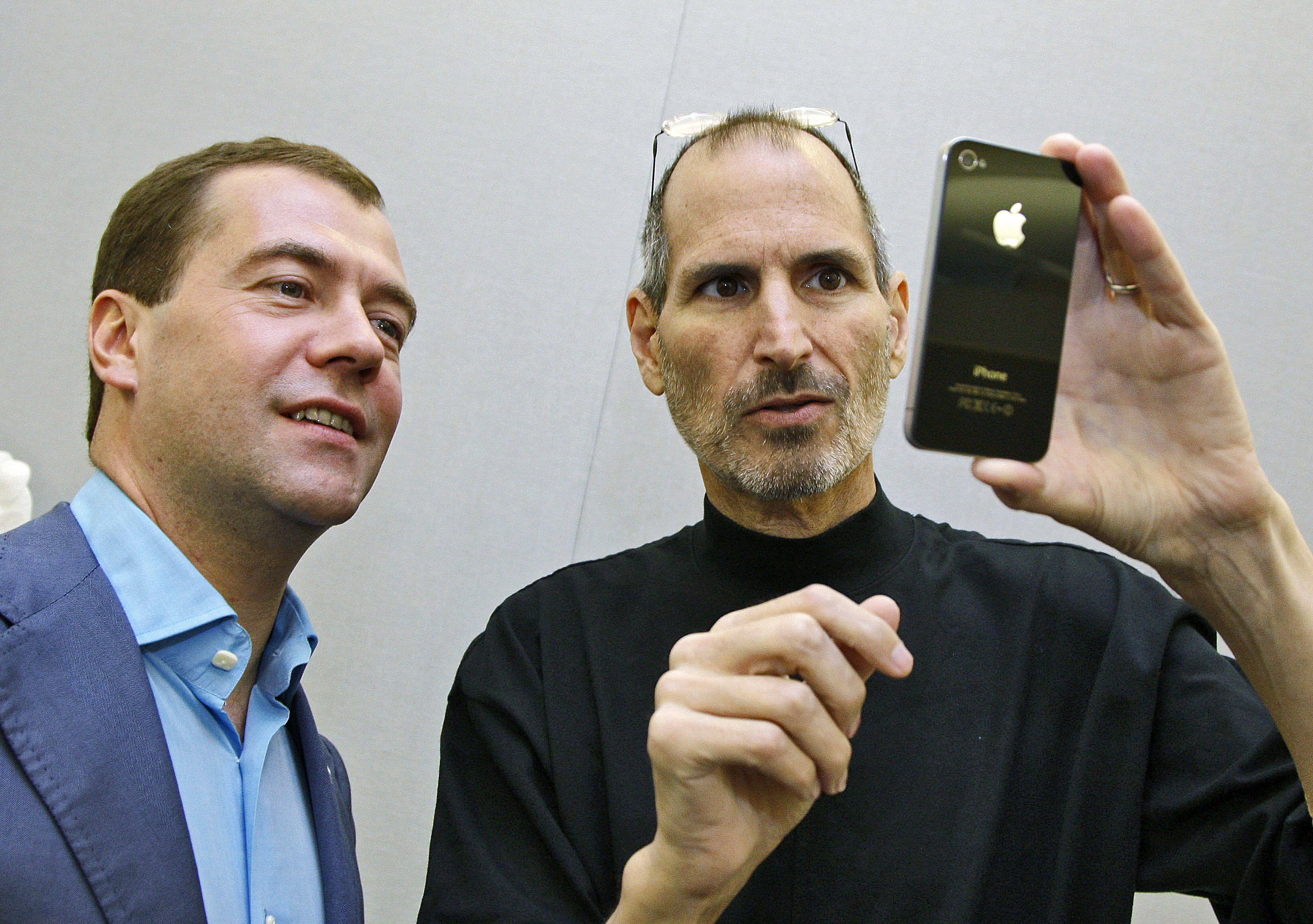
استیو جابز هنگام نشان دادن آیفون ۴ به دمیتری مدودف